# Malija
Malija – wieś w Słowenii, w gminie Izola. W 2018 roku liczyła 478 mieszkańców.